# Президентские выборы в Литве (2004)
Досрочные президентские выборы в Литве 2004 года прошли в два тура, 13 и 27 июня. Одновременно состоялись первые в истории Литвы выборы в Европарламент.
Необходимость в проведении досрочных выборов возникла после импичмента президента Роландаса Паксаса, который был избран в январе 2003 года. 31 марта 2004 года Конституционный суд Литвы признал, что Паксас трижды нарушил Конституцию, незаконно предоставив гражданство российскому бизнесмену Юрию Борисову, не обеспечив сохранность государственной тайны и оказав давление на принятие решений частными лицами и компаниями. 6 апреля 2004 года Сейм досрочно отрешил Паксаса от должности и президентской присяги.

## Кандидаты на участие
Желание участвовать в выборах изъявили десять претендентов. Бывшему президенту Роландасу Паксасу, выдвинутому Либерально-демократической партией, было отказано в регистрации на основании принятой недавно Сеймом поправки к Закону о выборах президента, а 25 мая 2004 года Конституционный суд подтвердил это решение. Ещё 4 независимых кандидата не смогли собрать необходимые 20 000 подписей — редактор и издатель газеты «Летувос айдас»  Альгирдас Пильвялис (независимый кандидат, собрал 4573 подписи), журналист и издатель Витас Томкус (независимый кандидат, представил 18 601 подпись), экономист и депутат Сейма Юлюс Весялка и адвокат Юрате Забелайте.

## Участники выборов
Для участия в выборах было зарегистрировано 5 кандидатов:
- Валдас Адамкус (независимый кандидат), занимал должность президента с 1998 по 2003 год — 24 651 подпись.
- Пятрас Ауштрявичюс (независимый кандидат), дипломат — 21 644 подписи.
- Вилия Блинкявичюте (Новый союз (социал-либералы)), министр социальной защиты и труда — 32 700 подписей.
- Чесловас Юршенас (Социал-демократическая партия Литвы), временно исполняющий обязанности спикера Сейма — 28 921 подпись.
- Казимира Дануте Прунскене (Союз партий крестьян и Новой демократии), депутат Сейма — 22 643 подписи.

## Предвыборная кампания
Основная борьба развернулась между Валдасом Адамкусом и Казимирой Прунскене. Адамкуса поддерживали правые силы, а также, как некоторые считают, лидер Партии труда Виктор Успасских. Прунскене в свою очередь неофициально получала помощь от отстранённого от поста президента и участия в выборах Паксаса. Против бывшего премьера Литвы сыграла и якобы её пророссийская ориентация, про которую писали в Интернете.

## Результаты
| № | Кандидат                  | Партия                                  | 1-й тур   | %     | 2-й тур   | %     |
| 1 | Валдас Адамкус            | независимый                             | 387 837   | 31,14 | 723 891   | 52,65 |
| 2 | Казимира Дануте Прунскене | Союз партий крестьян и новой демократии | 264 681   | 21,25 | 651 024   | 47,35 |
| 3 | Пятрас Ауштрявичюс        | независимый                             | 240 413   | 19,30 | —         | —     |
| 4 | Вилия Блинкявичюте        | Новый союз (социал-либералы)            | 204 819   | 16,45 | —         | —     |
| 5 | Чесловас Юршенас          | Литовская социал-демократическая партия | 147 610   | 11,85 | —         | —     |
|   | Недействительные голоса   | Недействительные голоса                 | 39 707    | 3,09  | 20 188    | 1,45  |
|   | Всего                     | Всего                                   | 1 285 067 | 48,40 | 1 395 103 | 52,46 |